# 紀元前568年
紀元前568年（きげんぜん568ねん）は、西暦（ローマ暦）による年。紀元前1世紀の共和政ローマ末期以降の古代ローマにおいては、ローマ建国紀元186年として知られていた。紀年法として西暦（キリスト紀元）がヨーロッパで広く普及した中世時代初期以降、この年は紀元前568年と表記されるのが一般的となった。

## 他の紀年法
- 干支 : 癸巳
- 日本
  - 皇紀93年
  - 綏靖天皇14年
- 中国
  - 周 - 霊王4年
  - 魯 - 襄公5年
  - 斉 - 霊公14年
  - 晋 - 悼公5年
  - 秦 - 景公9年
  - 楚 - 共王23年
  - 宋 - 平公8年
  - 衛 - 献公9年
  - 陳 - 哀公元年
  - 蔡 - 景侯24年
  - 曹 - 成公10年
  - 鄭 - 釐公3年
  - 燕 - 武公6年
  - 呉 - 寿夢18年
- 朝鮮
  - 檀紀1766年
- ユダヤ暦 : 3193年 - 3194年

## できごと

### 中国
- 魯の襄公が晋から帰国した。
- 晋が周の使節の王叔陳生を抑留した。
- 鄭の子国（公子発）を使節として魯に派遣した。
- 魯の叔孫豹が鄫の世子巫を晋に連れて行き、鄫の帰属を認めさせた。
- 魯の仲孫蔑や衛の孫林父が善道で呉と会合した。
- 楚で子辛（公子壬夫）が処刑された。
- 晋の悼公・魯の襄公・宋の平公・陳の哀公・衛の献公・鄭の釐公・曹の成公・斉の世子光らが戚で会合した。
- 楚の子嚢（公子貞）が令尹となった。
- 楚の子嚢が陳を攻撃し、晋・斉・魯・宋・衛・鄭らの連合軍が陳を救援した。

## 死去
- 子辛 - 楚の穆王の子
- 季孫行父 - 魯の重臣、季文子